# Antoine Audo
Antoine Audo SJ (Aleppo, Síria, 3 de janeiro de 1946) é o bispo interino de Aleppo da Igreja Católica Caldéia.
Antoine Audo ingressou na Companhia de Jesus (jesuítas) em 1969 e foi ordenado sacerdote em 5 de agosto de 1979. Estudou em Damasco, Paris e Roma e trabalhou como professor de estudos bíblicos na Université Saint-Joseph (Beirute) e na Université Saint-Esprit (Kaslik). 
Em 18 de janeiro de 1992 foi nomeado bispo da Eparquia Católica Caldéia de Alepo (Síria), sentado na Catedral de São José, e ordenado em 11 de outubro de 1992. No fracassado sínodo eleitoral em Bagdá após a morte do Patriarca Raphael I. Bidawid em 2003, ele recebeu doze dos quatorze votos necessários. 
Antoine Audo é membro do Pontifício Conselho para a Pastoral dos Migrantes e Itinerantes desde 29 de janeiro de 2011.
Como presidente da sucursal síria da associação Caritas, atua contra a miséria, particularmente ligada à guerra civil síria. Ele desenvolve ajuda médica lá, especialmente em Damasco e Aleppo, para tornar o acesso gratuito aos cuidados e distribui fogões, óleo combustível, cobertores e roupas quentes, além de dinheiro para ajudar os sírios a sobreviver..